# 15949 Ретикус
15949 Ретикус (15949 Rhaeticus) — астероїд головного поясу, відкритий 17 січня 1998 року.
Тіссеранів параметр щодо Юпітера — 3,578.
Назва від Ретикуса - німецького математика і астронома, єдиного учня Ніколи Коперніка, який допоміг йому у публікації головної праці з геліоцентризму. Дійсне ім'я Георг Йоахим фон Лаухен (нім. Georg Joachim von Lauchen, лат. Rhaeticus або Rheticus)